# Национално знаме на Виетнам
Националното знаме на Социалистическа република Виетнам (на виетнамски: Quốc kỳ Cộng hòa Xã hội chủ nghĩa Việt Nam) е червено с жълта звезда в средата. То има правоъгълна форма, като ширината му е две трети от дължината.
Червеното знаме с жълта звезда се появява за първи път по време на въстанието Нам Ки, на 23 ноември 1940 г. На 5 септември 1945 г. с декрет подписан от президента Хо Ши Мин, знамето е признато за национално и на 2 март 1946 г. е прието от „Първото народно събрание“ на първата му сесия.

## Знаме през годините
- Френски Индокитай (1923 – 1945)
- Виетнамска империя (1945)
- Северен Виетнам (1945 – 1955)
- Южен Виетнам (1960 – 1975)